# Référendum sur l'indépendance de l'Algérie
Cet article concerne le référendum du 1er juillet 1962. Pour celui du 8 janvier 1961, voir Référendum sur l'autodétermination de l'Algérie.
Le référendum sur l'indépendance de l'Algérie est un référendum d'autodétermination organisé en Algérie le 1er juillet 1962 afin de proposer à la population de se prononcer sur le devenir de l'Algérie par rapport à la France. Le référendum a lieu dans le cadre des accords d'Évian, qui le 19 mars 1962 ont mis un terme au conflit armé entre l'État français et le Front de libération nationale et prévoyaient son organisation dans un délai compris entre trois et six mois.

## Contexte

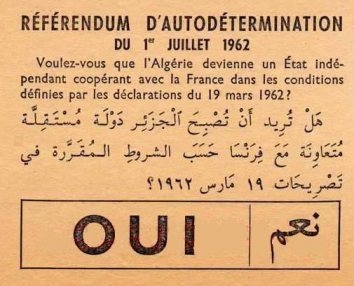
Bulletin « Oui ».

La composition du corps électoral est réglementée principalement par un décret du 19 mars 1962. Il comprend les citoyens résidant en Algérie (art. 1), les citoyens inscrits sur une liste électorale en Algérie résidant hors du territoire (art. 2), et certains citoyens nés en Algérie et résidant en France métropolitaine ou d'outre-mer (art. 3) ; des militaires du contingent sont exclus du bénéfice de l'article 1 (art. 4).
Les électeurs ont à se prononcer par « oui » ou par « non » sur la question suivante : « Voulez vous que l'Algérie devienne un État indépendant coopérant avec la France dans les conditions définies par les déclarations du 19 mars 1962 ? ».

## Résultats
| Choix                     | Votes     | %     |
| ------------------------- | --------- | ----- |
| Pour                      | 5 975 581 | 99,72 |
| Contre                    | 16 534    | 0,28  |
|                           |           |       |
| Votes valides             | 5 992 115 | 99,57 |
| Votes blancs et invalides | 25 565    | 0,43  |
| Total                     | 6 017 680 | 100   |
| Abstention                | 532 056   | 8,13  |
| Inscrits/Participation    | 6 549 736 | 91,87 |

Voulez-vous que l'Algérie devienne un Etat indépendant coopérant avec la France dans les conditions définies par les déclarations du 19 mars 1962 ?
| Pour 5 975 581 (99,72 %) |
| ▲                        |
| Majorité absolue         |

## Conséquences
Le « oui » l'emporte par 99,72 % des suffrages exprimés. Le président de la République française Charles de Gaulle déclare le 3 juillet la reconnaissance de l'indépendance de l'Algérie par la France, et celle-ci est proclamée en Algérie le 5 juillet 1962, pour coïncider avec la date du traité de capitulation du Dey Hussein en 1830.